# Financial T(’a)ime
Die Financial T('a)ime (FT) war von 2004 bis 2017 eine Online-Schülerzeitung der Kaufmännischen Schule Tauberbischofsheim im Main-Tauber-Kreis in Baden-Württemberg. Seit 2017 wird sie vom Gründer sowie ehemaligen Redaktionsmitgliedern als eigenständige FT-Abi-Plattform weitergeführt.

## Geschichte

### 2004–2017: Schülerzeitung Financial T(’a)ime

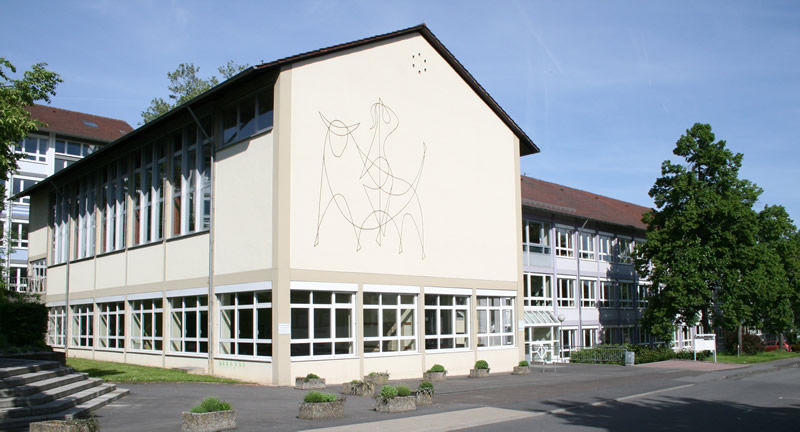
Kaufm. Schule TBB, von 2004 bis 2017 Heimat der Financial T(’a)ime

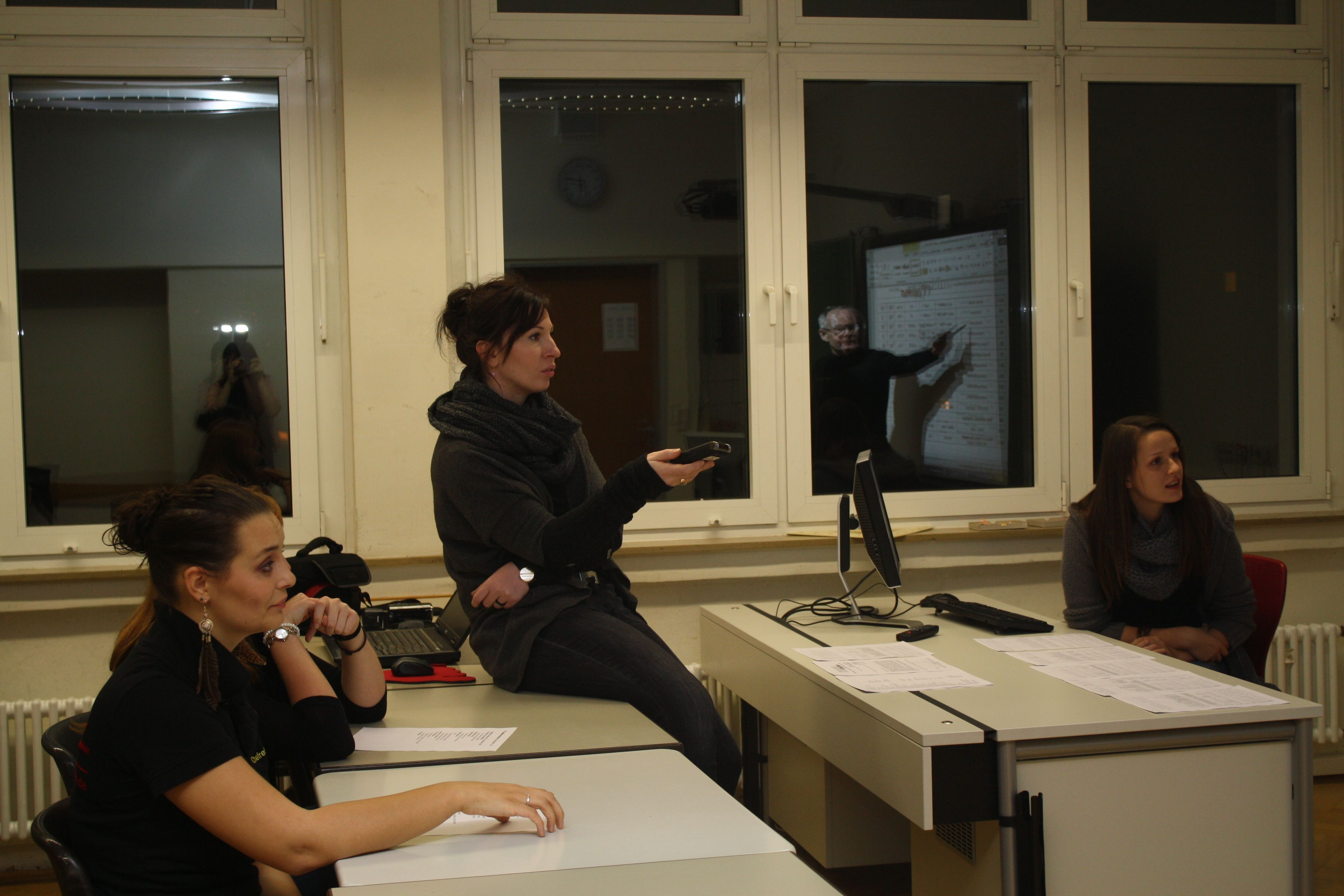
FT-Redakteure werden vom SWR4-Radio interviewt

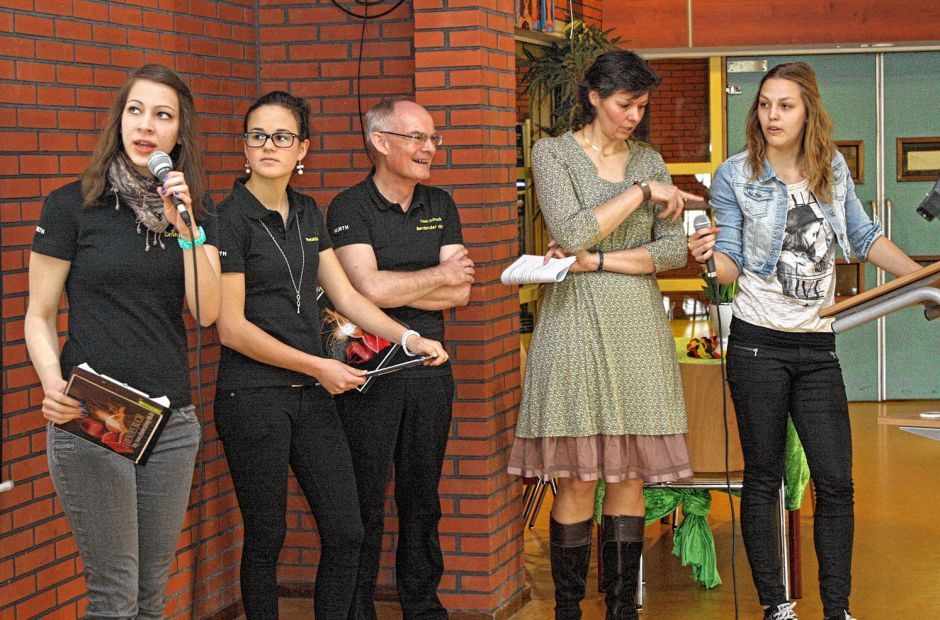
Die FT am „Tag der deutschen Sprache“ in den Niederlanden als „Deutsch“-Botschafter unterwegs

2004 gründete Klaus Schenck die Schülerzeitung Financial T('a)ime an der Kaufmännischen Schule Tauberbischofsheim. 2008 startete die Online-Ausgabe, die seit 2010 als „lebendes Buch“ umgestaltet wurde. Deren Redaktion begann im Oktober 2010 schulische Unterrichtsinhalte sowie Abitur-Präsentationsprüfungen (nach abgelegter Prüfung) zu filmen und in einem eigenen YouTube-Kanal online zu stellen, um im Rahmen des E-Learnings deutschlandweit Schülern eine Möglichkeit der Klassenarbeits- und Abiturvorbereitung zu bieten. Diese Videos, u. a. zu den letztjährigen Deutsch-Abitur-Lektüren, wurden bereits mehrere hunderttausend Mal aufgerufen. Im Jahr 2011 startete die FT im Rahmen ihrer Online-Ausgabe eine eigenständige „Deutsch“-Abteilung, innerhalb derer „Deutsch als Fremdsprache“ im Vordergrund steht. Ziel der Deutsch-Abteilung sei es laut FT-Redaktion, Artikel „mit leichten, aber interessanten Texten für Nicht-Muttersprachler [zu] erstellen.“ 2012 wurde das SWR4-Radio durch die Presse auf die Financial T('a)ime aufmerksam und interviewte die Schülerzeitungsredakteure. Am 19. April 2013 – dem „Tag der deutschen Sprache in den Niederlanden“ – wurde die Financial T('a)ime von einer niederländischen Schule, dem Martinuscollege in Grootebroek (bei Hoorn am IJsselmeer), eingeladen, um diesen Tag als „Deutsch“-Muttersprachler zu gestalten. Am 2. April 2014 wurde ein TV-Beitrag der Landesschau Baden-Württemberg zum Besuch der Schülerzeitungsredaktion der Financial T('a)ime in der Medienwerkstatt 2014 des SWR Fernsehens ausgestrahlt.

### Seit 2017:FT-Abi-Plattform als eigenständiges Medienportal
Mit dem Ende des Schuljahres 2016/2017 endete die Schülerzeitungszeit an der Kaufmännischen Schule Tauberbischofsheim. Seit dem 1. August 2017 wird die Financial T(’a)ime als FT-Abi-Plattform von ihrem Gründer, Klaus Schenck (als Kleinunternehmer), sowie ehemaligen Redaktionsmitgliedern als eigenständiges Medienportal weitergeführt. Die FT-Abi-Plattform betreibt weiterhin einen YouTube-Kanal, zwei Homepages und zeichnet nach wie vor für die Inhalte der Jugendseite im städtischen Mitteilungsblatt Tauberbischofsheim AKTUELL verantwortlich.

## Gliederung

### Ausgaben
Die erste Printausgabe wurde 2005 (Themenschwerpunkt: „Sport“) veröffentlicht. 2006 (Themenschwerpunkt: „Jugendszene“) und 2007 (Themenschwerpunkt: „Forschung und Ethik“) folgten zwei weitere Printausgaben. Um dem Druck ständiger Veröffentlichungen und gestiegener Druckkosten zu entgehen, entschied sich die FT 2008 dafür, primär online zu publizieren (u. a. „schuelerzeitung-tbb.de“, „jugendnetz.de“) und nur noch gelegentlich eine Printausgabe herauszugeben. Ein Videokanal ergänzt seit 2010 das Angebot. Die vierte und letzte Printausgabe wurde 2013 (Themenschwerpunkt: „Zusammenarbeit mit WIS“) veröffentlicht.

### Jugendseite
Seit 2013 ist die FT für die Inhalte einer Jugendseite („VON jungen Leuten FÜR junge Leute“) im städtischen Mitteilungsblatt Tauberbischofsheim AKTUELL verantwortlich, das zweimal monatlich in allen Haushalten der Gemeinde Tauberbischofsheim ausgetragen wird. Die Redakteure der Financial T(’a)ime erreichen mit ihrer Jugendseite somit vierzehntäglich in den 6.300 Tauberbischofsheimer Haushalten jeweils über 10.000 Leser.

### Kommunikationskanäle

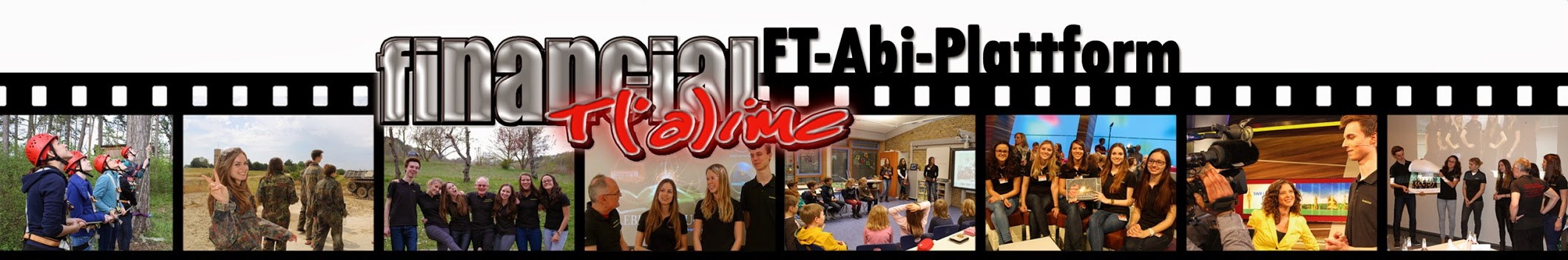
FT-Abi-Plattform, YouTube-Kanal der Financial T(’a)ime, Logo von 2015 bis 2017

Für die digitalen Publikationen der FT-Abi-Plattform werden seit 2017 die Kommunikationskanäle der ehemaligen Schülerzeitung fortgesetzt, darunter eine eigene Homepage, eine Smartphone-App „FT - KSTBB“ und die sozialen Websites Facebook, Twitter und YouTube (Kanal „FT-Abi-Plattform“).

## Kooperationen
Die Financial T(’a)ime unterhält einige Kooperationen im In- und Ausland:

### VS Vereinigte Spezialmöbelfabriken
2011 wurden mit Hilfe der VS Vereinigte Spezialmöbelfabriken aus Tauberbischofsheim alle Goethe-Institute der Welt mit dem Ziel angeschrieben, durch Schülerartikel „Deutsch“ für Nicht-Muttersprachler an ausländischen Schulen zu fördern. Im gleichen Jahr wurden alle deutschen Auslandsschulen in Europa sowie an 160 Personalchefs verschiedener Betriebe angeschrieben, um die eigenen Artikel zu verbreiten. 2012 stellten Redakteure der FT am „VS-Medientag“ neue Referatstechniken am „ActivBoard“ vor. Hieraus ergab sich ein Kontakt zur „MedienLB“ aus Bayern. In der Folge wurden vier Videos der FT für eine DVD über „ActiveBoards“ ausgesucht, die deutschlandweit in Kreisbildstellen erhältlich ist.

### Universität Würzburg
Im Rahmen des „uni@school“-Projekts der Universität Würzburg berichtet die Zeitung seit 2013 gezielt über den universitären Alltag. Im Senatssaal der Universität Würzburg empfing die Uni-Leitung Vertreter der Schülerzeitungsredaktion zu einer Pressekonferenz. „Die Zahl der Studienabbrecher zu reduzieren“ sei das Ziel der Universität Würzburg. Von Seiten der Financial T('a)ime wurde hierzu eine Uni-Serie erstellt, in der Studenten ihre Fächer vorstellen.

### Würth Industrie Service
2012 wurde während des „Tages der offenen Tür“ auf dem Drillberg bei Bad Mergentheim der erste Kontakt zur Würth Industrie Service (WIS) über Armin Rother geknüpft, den Verantwortlichen der Ausstellung „Führungskultur rund um den Trillberg – einst und jetzt“. Als Ergebnis der darauf folgenden Zusammenarbeit erschien 2013 eine gedruckte Ausgabe der Schülerzeitung. Seitdem erfolgten mehrere Besuche und Gegenbesuche. Die Schülerzeitungsredakteure wurden 2016 durch die WIS-Jobworld unter anderem durch Rollenspiele und Vorträge auf den Bewerbungs- und Berufsalltag vorbereitet.

### Schülerzeitung der „Shenzhen Middle School“
Aus den Serienbriefen der FT an alle Goethe-Institute 2011 ergab sich im Jahr 2012 ein Kontakt zur Schülerzeitung der „Shenzhen Middle School“ aus China, woraus 2013 eine Schülerzeitungspartnerschaft entstand. Im selben Jahr besuchte eine chinesische Delegation die Redaktion der Financial T('a)ime.

## Ehemalige Redaktion

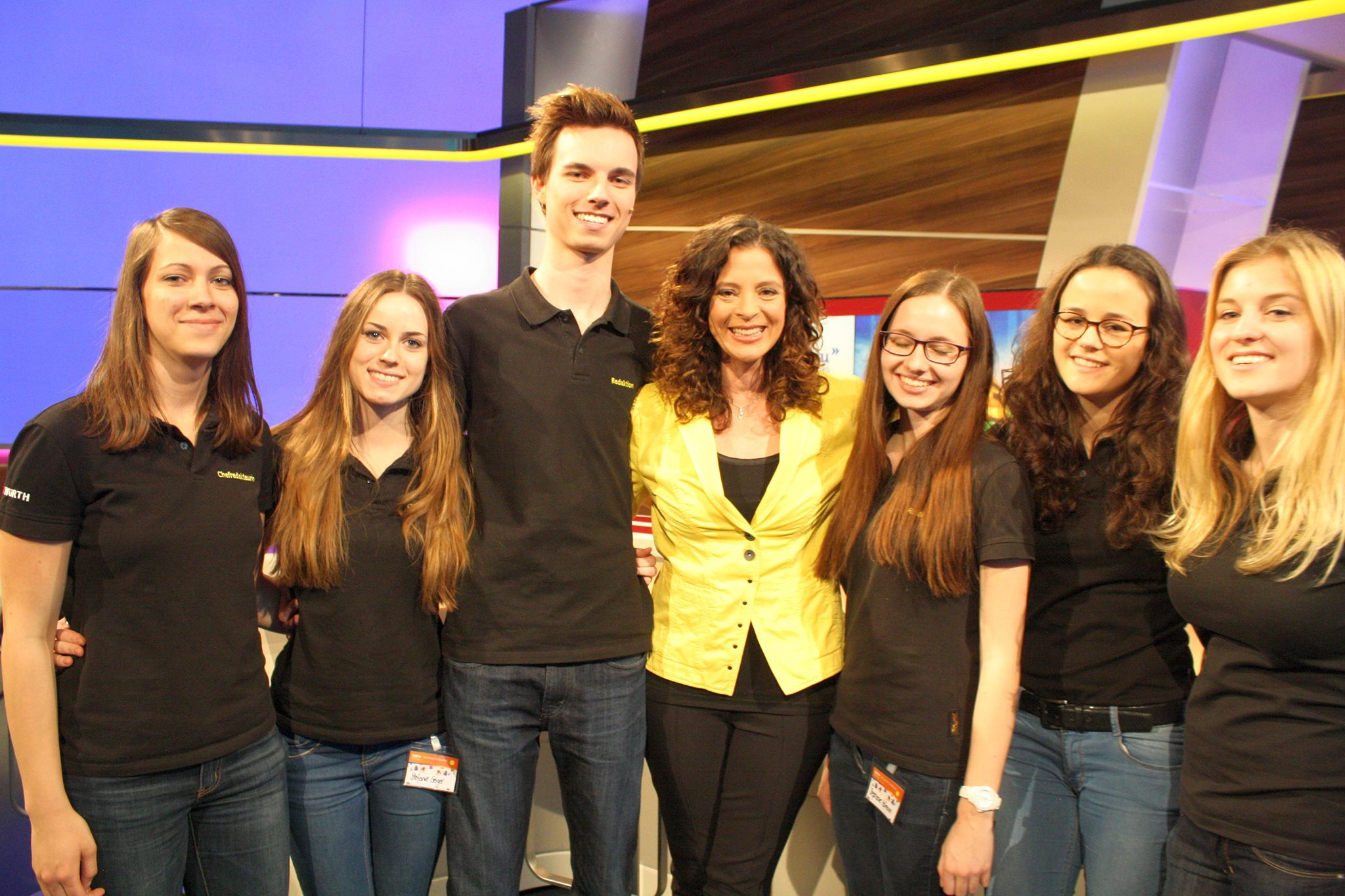
Die Redaktion der Financial T(’a)ime zu Gast im SWR Fernsehen

### Redaktionsarbeit
Die Redaktion bestand aus vier bis sechs wechselnden Mitgliedern mit dem beratenden Lehrer Klaus Schenck. Darunter übernahmen Schüler die Rolle des Chefredakteurs sowie die Zuständigkeit für die Jugendseite im städtischen Mitteilungsblatt und den YouTube-Kanal „FT-Abi-Plattform“. Eine Besonderheit der Redaktionsarbeit bestand in einer Verpflichtungserklärung der Schüler bezüglich ihres Engagements bei Eintritt in die Schülerzeitung sowie in einer dreimonatigen Probezeit. Die Teilnahme an Redaktionssitzungen war per Online-Schaltkonferenz möglich.

### Verantwortliche Lehrer
| Zeitspanne | Beratende Lehrer        | Verantwortungsbereiche                                |
| ---------- | ----------------------- | ----------------------------------------------------- |
| 2004–2014  | Klaus Schenck (Gründer) | Printausgaben, FT-Homepage und „Deutsch“-Abteilung    |
| 2014–2016  | Tobias Rösch            | FT-Homepage, Administrator                            |
| 2014–2016  | Klaus Schenck           | FT-Abi-Plattform und „Deutsch“-Abteilung              |
| 2016–2017  | Klaus Schenck           | FT-Abi-Plattform, FT-Homepage und „Deutsch“-Abteilung |

### Chefredakteure
| Zeitspanne | Chefredakteure                | Tätigkeitsschwerpunkte |
| ---------- | ----------------------------- | --- |
| 2004–2005  | Mandy Hartmann Stefanie Brehm | Printausgabe 1 |
| 2005–2006  | Sophia Bauch Tim Reuschlein   | Printausgabe 2 |
| 2006–2007  | Anastasija Specht             | Printausgabe 3 |
| 2007–2009  | Julia Spiesberger             | Start der Online-Ausgabe, Start der Online-Schaltkonferenzen                                                                                   |
| 2009–2010  | Miriam Krug Lydia Spiesberger | Gestaltung der Online-Ausgabe als „Lebendes Buch“                                                                                              |
| 2010–2011  | Miriam Dambach                | Start der „Deutsch“-Abteilung, Kooperation: VS, Serienbrief an die deutschen Auslandsschulen in Europa                                         |
| 2011–2012  | Carolin Kaiser                | Serienbrief an alle Goethe-Institute, FT-YouTube-Kanal, FT in sozialen Netzwerken                                                              |
| 2012–2013  | Natascha Haberkorn            | Printausgabe 4, FT-Videos zur Klassenarbeits- und Abiturvorbereitung                                                                           |
| 2013–2014  | Debora Eger                   | Kooperationen: Uni-Würzburg, Würth Industrie Service, chinesische Schülerzeitung, Holland-Austausch, Jugendseite in Tauberbischofsheim Aktuell |
| 2014–2015  | Stefanie Geiger               | FT-Abi-Plattform, Jugendseite in Tauberbischofsheim Aktuell                                                                                    |
| 2015–2016  | Betty Wörner Janine Ponzer    | FT-Abi-Plattform, Jugendseite in Tauberbischofsheim Aktuell Online-Ausgabe                                                                     |
| 2016–2017  | ohne Chefredakteur            | FT-Abi-Plattform, Jugendseite in Tauberbischofsheim Aktuell Online-Ausgabe                                                                     |

Seit Beginn der Financial T(’a)ime im Jahr 2004 wurden jeweils ein bis zwei Schüler zu verantwortlichen Chefredakteuren bestimmt, die neben den betreuenden Lehrern die Redaktionsarbeit leiteten, kontinuierliche Artikelpublikationen durch die verschiedenen Redakteure sicherstellten, redaktionelle Strategien entwickelten und für den Inhalt der Printausgaben, Onlinepublikationen oder Jugendseiten im Sinne des Presserechts mitverantwortlich waren.

## Leserschaft

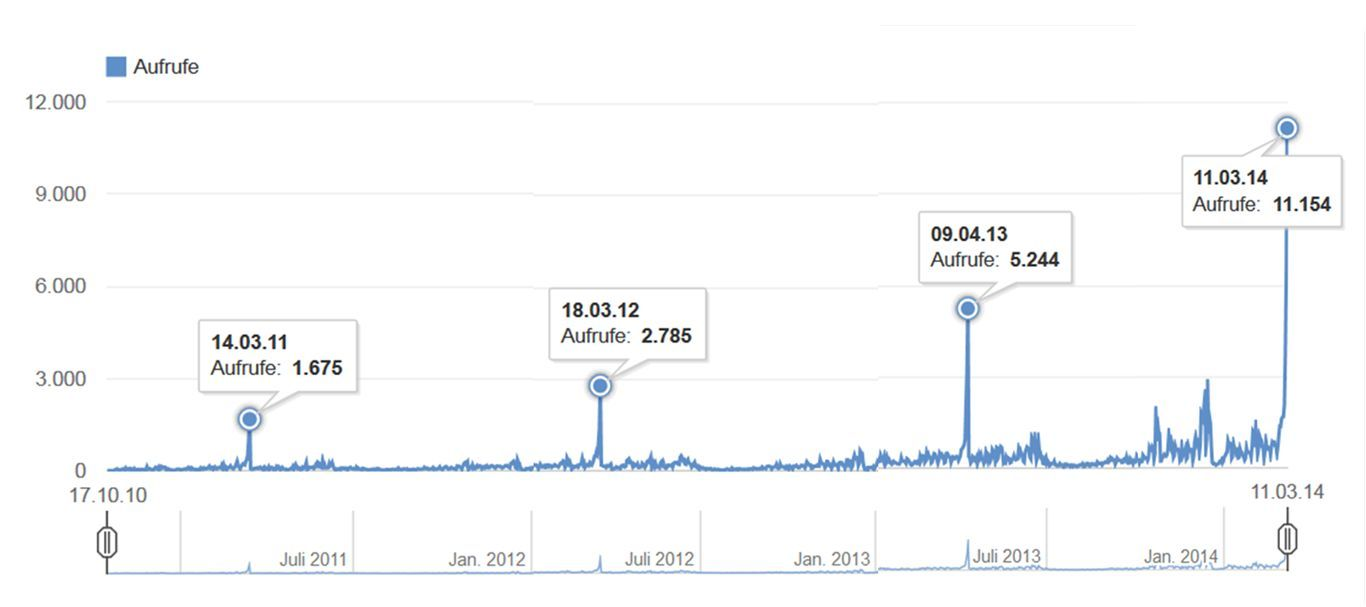
FT-Videoaufrufe am Tag vor dem Deutsch-Abitur

Im Oktober 2010 war die Financial T(’a)ime mit über 50 Artikeln im Jugendnetz Baden-Württemberg mit täglich 26.000 Besuchern sowie Artikeln in mehreren deutschlandweiten Schulbüchern vertreten. Im März 2013 hatte die Online-Ausgabe an Schultagen eine Leserschaft von bis zu 1.700 Personen und im Dezember 2013 nutzen bis zu 2.700 Personen täglich die als eigenständige Homepage angebundene Deutsch-Abteilung. Bis Anfang 2014 wurden die Sendungen der „FT-Abi-Plattform“ mit Materialien zur Klassenarbeits- und Abiturvorbereitung über 250.000 Mal angeklickt, so dass Klaus Schenck, der beratende Lehrer der FT, vor dem Ausschuss für Soziales, Kultur, Bildung und Verkehr des Main-Tauber-Kreises zu den hohen Nutzerzahlen mit z. B. 11.000 Klicks am Tag vor dem Deutschabitur sagte: „Wir machen das Abitur für Baden-Württemberg“ und weiter „40 Prozent aller Abiturienten waren auf unseren Seiten“. Bis 2015 wurden bereits mehr als 500.000 Aufrufe gezählt. 2018 wurde die Zahl von 1 Million Klicks auf dem FT-Kanal überschritten.

## Namensgebung und Logo

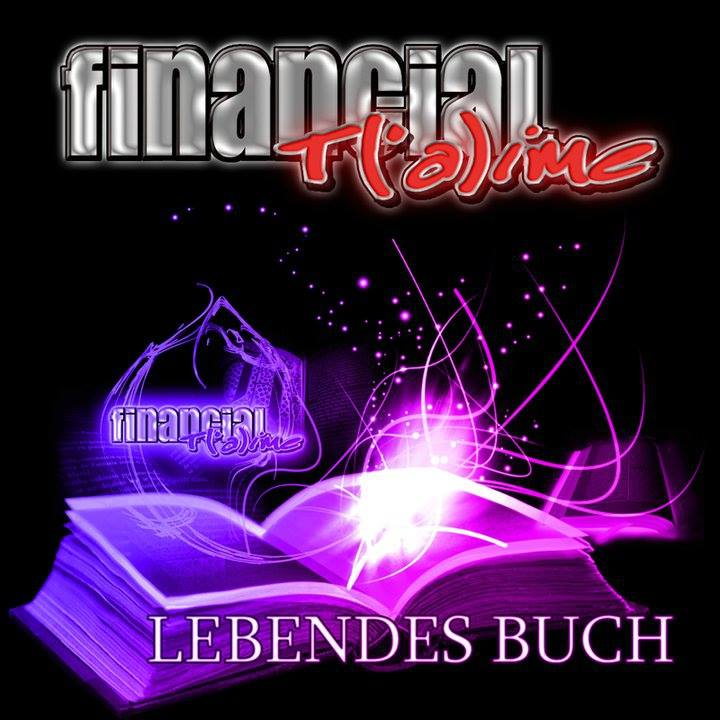
Lebendes Buch, Logo der Online-Ausgabe der „Financial T(’a)ime“ von 2010 bis 2017

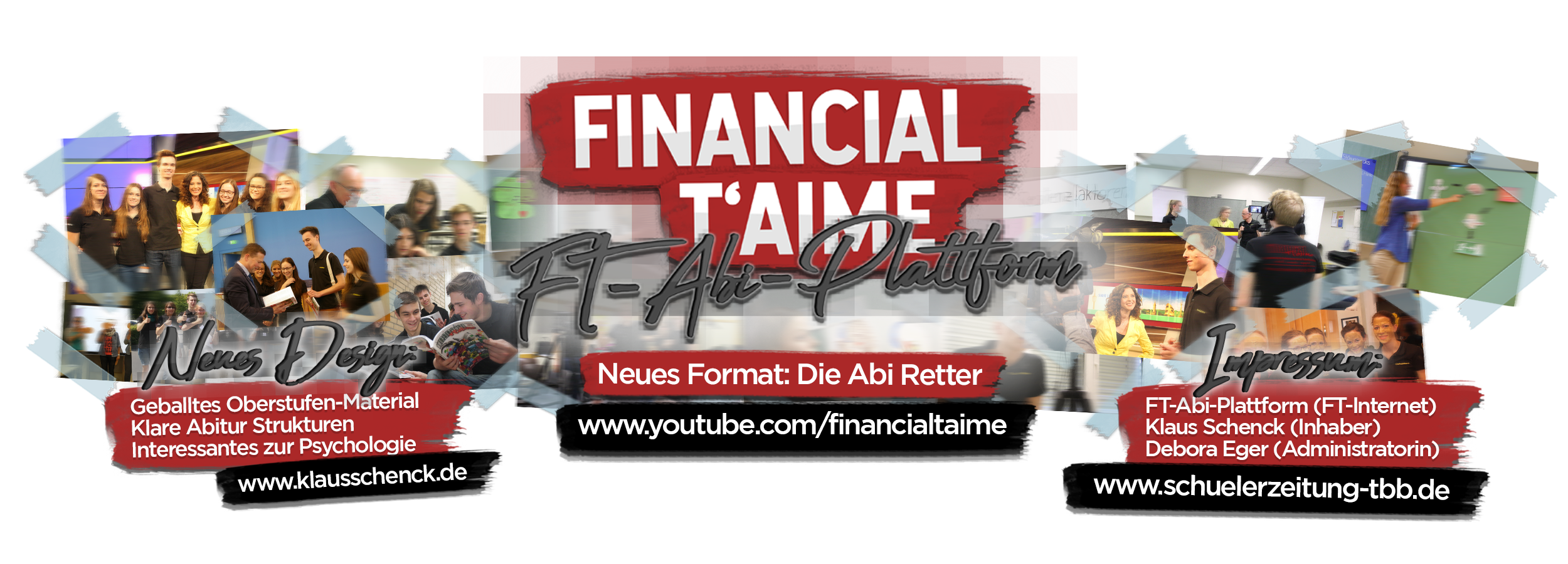
Logo der „FT-Abi-Plattform“ seit 2018

### Namensgebung
Die Namensgebung der Financial T(’a)ime erfolgte im Jahre 2004 anhand der Profilausrichtung der hinter der Schülerzeitung stehenden Kaufmännischen Schule Tauberbischofsheim. Das Wort Financial steht dabei für die wirtschaftswissenschaftliche Ausrichtung der Schule und das Wortspiel T(’a)ime stellt eine Kombination der beiden unterrichteten Fremdsprachen mit Time (Englisch) und t’aime (Französisch) dar.

### Logo
Das Logo der Financial T(’a)ime (FT) wurde im Jahre 2004 erstmals veröffentlicht und 2010 um ein „lebendes Buch“ unterhalb des bisherigen Logos ergänzt. Ab 2014 erhielt der YouTube-Kanal der Schülerzeitung im Rahmen einer Umbenennung zur FT-Abi-Plattform ein eigenständiges Logo. 2015 wurde eine weitere, schlichtere Version des Logos auf der FT-Homepage eingeführt. Das Logo der FT-Abi-Plattform wurde zuletzt im Jahre 2018 überarbeitet.

## Preise
Landespreis Baden-Württemberg:
- 1. Platz (2005) für Printausgabe 1 zum Thema „Sport“[40]
- 2. Platz (2006) für Printausgabe 2 zum Thema „Jugendszene“[41]
- 3. Platz (2007) für Printausgabe 3 zum Thema „Forschung und Ethik“[42]
- 2. Platz (2013) für das Magazin in Zusammenarbeit mit Würth Industrie Service[43]

Spiegel-Schülerzeitungswettbewerb:
- Sonderpreis „Energie“ (2007), Spiegel-Verlag, Hamburg für Printausgabe 3 zum Thema „Forschung und Ethik“[44]
- „Top Five: Online-Auftritt“ in Deutschland (2014), Spiegel-Verlag, Hamburg für Online-Ausgabe[45]

Sonstige Preise
- Science-Preis (2008), Europa-Park in Rust[46]

## Veröffentlichungen
- 75 Jahre Kaufmännische Schule Tauberbischofsheim. StieberDruck, Tauberbischofsheim 1997, 113 Seiten.[47]
- Financial T(‘a)ime Redaktion (Hrsg.): FT Schülerzeitung. Thema: Sport. Schleunungdruck, Marktheidenfeld 2005, 230 Seiten.[48]
- Financial T(‘a)ime Redaktion (Hrsg.): FT Schülerzeitung. Thema: Jugendszene. StieberDruck, Lauda 2006, 248 Seiten.[49]
- Financial T(‘a)ime Redaktion (Hrsg.): FT Schülerzeitung. Thema: Forschung & Ethik. StieberDruck, Lauda 2007, 354 Seiten mit CD.[50]
- Financial T(‘a)ime Redaktion (Hrsg.): FT Magazin in Zusammenarbeit der FT mit der Würth Industrie Service. StieberDruck, Lauda 2013, 226 Seiten.[51]
- Klaus Schenck, Christian Link: Medienkonzept der Kaufmännischen Schule Tauberbischofsheim. Kaufm. Schule TBB (Hrsg.). King Kong Print, Bad Mergentheim 2014, 84 Seiten, 216 Seiten Anhang auf CD.[52]
- Klaus Schenck, Christian Link: KSTBB-Projekt #DigitaleSchule. Kaufm. Schule TBB (Hrsg.). King Kong Print, Bad Mergentheim 2015, 103 Seiten, mit Anhang auf CD.[53]